# Level (czasopismo)
Level – czeskie czasopismo poświęcone tematyce gier komputerowych, wydawane także w Turcji i Rumunii. Na rynku czeskim jego pierwszy numer został wydany w 1995 r. i od tej pory wychodzi jako miesięcznik.
Czeska edycja czasopisma ukazywała się nakładem wydawnictwa Burda. W 2013 roku wydawanie czasopisma przejęło przedsiębiorstwo Naked Dog.